# メイド・イン・イングランド (アトミック・ルースターのアルバム)
『メイド・イン・イングランド』（Made in England）は、イギリスのプログレッシブ・ロック・バンド、アトミック・ルースターが1972年に発表した4作目のスタジオ・アルバム。

## 背景
中心人物ヴィンセント・クレインを除くメンバーが総入れ替えとなり、クリス・ファーロウ、スティーヴ・ボルトン、リック・パーネルが新たに加入した。なお、ボルトンとパーネルは、各々2曲ずつソングライティングにも貢献している。音楽的には、過去の作品よりもファンキーな方向性となった。
UKオリジナルLPのジャケットはデニム生地に包まれており、日本初回盤LP (UPS-532-Y)も同じ仕様となった。一方、エレクトラ・レコードから発売されたアメリカ盤LPでは、Abe Gurvinの描いた絵がジャケットに使用された。

## 反響・評価
母国イギリスでは、アトミック・ルースターのアルバムとしては初めて全英トップ100入りを逃す結果となった。一方、アメリカでは前2作に引き続きBillboard 200入りを果たし、149位に達した。また、日本ではバンド唯一のオリコンLPチャート入りを果たした作品となり、2週トップ100入りして最高82位を記録した。
Lindsay Planerはオールミュージックにおいて5点満点中4点を付け「大部分の曲において、このカルテットの少々ファンキーなグルーヴが全面に出ている」と評している。

## 収録曲
特記なき楽曲はヴィンセント・クレイン作。
1. タイム・テイク・マイ・ライフ - "Time Take My Life" – 6:04
2. スタンド・バイ・ミー - "Stand by Me" – 3:48
3. リトル・ビット・オヴ・インナー・エア - "Little Bit of Inner Air" (Ric Parnell) – 2:39
4. ドント・ノウ・ホワット・ウェント・ウロング - "Don't Know What Went Wrong" – 4:00
5. ネヴァー・トゥ・ルーズ - "Never to Lose" (Steve Bolton) – 3:18
6. イントロダクション/ブレスレス - "Introduction/Breathless" – 5:15
7. スペース・カウボーイ - "Space Cowboy" (S. Bolton) – 3:20
8. ピープル・ユー・キャント・トラスト - "People You Can't Trust" – 3:53
9. オール・イン・サタンズ・ネイム - "All in Satan's Name" (R. Parnell) – 4:46
10. クローズ・ユア・アイズ - "Close Your Eyes" – 3:48

## 参加ミュージシャン
- ヴィンセント・クレイン（英語版） - ピアノ、エレクトリックピアノ、ハモンドオルガン、アープ・シンセサイザー
- クリス・ファーロウ - ボーカル
- スティーヴ・ボルトン - ギター、12弦ギター
- リック・パーネル - ボーカル(on #3)、ドラムス、コンガ、ティンバレス、パーカッション

アディショナル・ミュージシャン
- ビル・スミス - ベース(on #2)
- ドリス・トロイ、ライザ・ストライク - ・バッキング・ボーカル(on #2)